# An-Nâsir Shihab ad-Dîn Ahmad
Pour les articles homonymes, voir Shihab et An-Nasir.
An-Nâsir Chihab ad-Dîn Ahmad (?-Al-Karak 1344) est un sultan mamelouk bahrite d’Égypte, troisième fils d'An-Nâsir Muhammad à régner quelques mois en 1342. Son frère As-Sâlih `Imâd ad-Dîn Ismâ`îl lui succède.

## Biographie
An-Nâsir Chihab ad-Dîn Ahmad accepte sa nomination avec réticence. Il a vingt-quatre ans au moment de son élection, il succède à son frère cadet âgé de seulement six ans dont le règne n'a duré que cinq mois. Quelques mois après, An-Nâsir Chihab ad-Dîn Ahmad démissionne, part s’exiler à Al-Karak et demande qu’on le laisse vivre en paix. Son frère As-Sâlih `Imâd ad-Dîn Ismâ`îl âgé de dix-sept ans lui succède. An-Nâsir Chihab ad-Dîn Ahmad est assassiné dans son exil à Al-Karak en 1344.